# Juegos Suramericanos de 1990
Los IV Juegos Suramericanos fueron realizados en la ciudad de Lima, Perú, entre el 1 de diciembre y el 10 de diciembre de 1990. También fueron subsedes las ciudades de Arequipa y Trujillo.
En esta cuarta edición los Juegos Suramericanos superaron por primera vez la línea de asistencia de 1000 deportistas, en total acudieron 1070 atletas acreditados.
Para la inauguración asistió el presidente del Perú, Alberto Fujimori en una importante ceremonia realizada en el Estadio Nacional de Lima.

## Equipos participantes
Nuevamente participaron diez países en las competiciones e incluyó la incorporación por primera vez de Surinam, pero no participó Colombia.

## Deportes
En esta oportunidad se disputaron 16 modalidades, una menos a la edición de 1986. Se retiraron la modalidad del Arquería, Deportes Acuáticos, Fútbol y Remo, retornaron a las competiciones las disciplinas de Béisbol, Natación y Tenis de Mesa. 
| - Atletismo - Béisbol - Bolos - Boxeo | - Ciclismo - Esgrima - Gimnasia artística - Judo | - Levantamiento de Pesas - Lucha - Natación - Taekwondo | - Tenis de mesa - Tenis - Tiro olímpico - Vela |

## Medallero
Por cuarta vez consecutiva Argentina mantuvo el liderato en el cuadro de medallas, pero en esta oportunidad disminuyó su marguen con el segundo lugar ocupado por el Perú, quien aprovechó su oportunidad como país sede.
La tabla se encuentra ordenada por la cantidad de medallas de oro, plata y bronce.
Si dos o más países igualan en medallas, aparecen en orden alfabético.
Fuente: Organización Deportiva Suramericana (ODESUR). País anfitrión en negrilla.
| Núm.  | País      | Oro | Plata | Bronce | Total | Orden por Total |
| ----- | --------- | --- | ----- | ------ | ----- | --------------- |
| 1     | Argentina | 68  | 73    | 46     | 187   | 1               |
| 2     | Perú      | 50  | 59    | 76     | 185   | 2               |
| 3     | Chile     | 40  | 38    | 60     | 138   | 3               |
| 4     | Brasil    | 37  | 21    | 19     | 77    | 4               |
| 5     | Venezuela | 27  | 22    | 15     | 64    | 5               |
| 6     | Ecuador   | 21  | 23    | 18     | 62    | 6               |
| 7     | Uruguay   | 13  | 13    | 15     | 41    | 7               |
| 8     | Bolivia   | 2   | 9     | 24     | 35    | 8               |
| 9     | Surinam   | 2   | 0     | 1      | 3     | 10              |
| 10    | Paraguay  | 0   | 4     | 2      | 6     | 9               |
| TOTAL | TOTAL     | 260 | 262   | 276    | 798   |                 |

| Predecesor: Santiago 1986 | Juegos Suramericanos Lima 1990 | Sucesor: Valencia 1994 |